# Ратари (Смедеревска Паланка)
Ратари је насеље у општини Смедеревска Паланка, у Подунавском округу, у Србији. Према попису из 2022. има 1365 становника (према попису из 2011. било је 1773 становника). Овде се налази ОШ „Лазар Станојевић” Ратари.

## Историја
Име Ратари настаје након Ђакове буне 1825. године, а до тада се звало село Церје са засеоком Церовац, то доказује сеоско гробље  која једна половина села Ратари, а друга половина села Церовац. По слому Ђакове буне староседеоци села бивају протерани из истог, и у знак одмазде Кнеза Милоша Обреновића, насељавају друге фамилије у село и тада добија данашње име Ратари.
Ратари се налази југозападно од Паланке. Судећи по траговима прошлости може се рећи да је овде постојало неко старо насеље. У близини извора Латковца је место Црквине, где је, по предању, била некада црква. Прича се да се ова црква звала Ратари, па је по њој и село добило име.
Ратари се помињу у харачким тефтерима и имали су 1818. г. 43 а 1822. г. 58 кућа. Године 1846.Село је имало 113 кућа, а по попису из 1921. г. Ратари су, заједно са засеоком Ватошевом имали 2877 становника.
Село је раније било у Селишту, у долини Шиљаковца, где се и сада налази на трагове насеља. Предање вели да су се из тога старог села преместили на данашње место „због куге која је свет сатирала“. У Селишту су становале ове породице: Луковићи, Марковићи, Радишићи, Исаковићи, Весићи и Станишићи. Све ове породице су велике и разгранате. (подаци крајем 1921. године). Црква је изграђена 1936, освећена 28. августа 1938.

## Демографија
У насељу Ратари живи 1669 пунолетних становника, а просечна старост становништва износи 43,6 година (43,2 код мушкараца и 44,0 код жена). У насељу има 596 домаћинстава, а просечан број чланова по домаћинству је 3,41.
Ово насеље је великим делом насељено Србима (према попису из 2002. године), а у последња три пописа, примећен је пад у броју становника.
|  |

| Демографија | Демографија | Демографија |
| Година      | Становника  | Становника  |
| ----------- | ----------- | ----------- |
| 1948.       | 3.315       |             |
| 1953.       | 3.337       |             |
| 1961.       | 3.260       |             |
| 1971.       | 2.955       |             |
| 1981.       | 2.715       |             |
| 1991.       | 2.351       | 2.324       |
| 2002.       | 2.035       | 2.079       |
| 2011.       | 1.773       |             |
| 2022.       | 1.365       |             |

| Етнички састав према попису из 2002.‍ | Етнички састав према попису из 2002.‍ | Етнички састав према попису из 2002.‍ | Етнички састав према попису из 2002.‍ | Етнички састав према попису из 2002.‍ |
| ------------------------------------ | ------------------------------------ | ------------------------------------ | ------------------------------------ | ------------------------------------ |
|                                      |                                      |                                      |                                      |                                      |
| Срби                                 | Срби                                 |                                      | 1.967                                | 96,65%                               |
| Црногорци                            | Црногорци                            |                                      | 4                                    | 0,19%                                |
| Македонци                            | Македонци                            |                                      | 4                                    | 0,19%                                |
| Мађари                               | Мађари                               |                                      | 1                                    | 0,04%                                |
| Југословени                          | Југословени                          |                                      | 1                                    | 0,04%                                |
| непознато                            | непознато                            |                                      | 55                                   | 2,70%                                |

| Година пописа     | 1948. | 1953. | 1961. | 1971. | 1981. | 1991. | 2002. |
| ----------------- | ----- | ----- | ----- | ----- | ----- | ----- | ----- |
| Број домаћинстава | 697   | 723   | 761   | 732   | 708   | 669   | 596   |

| Број чланова      | 1   | 2   | 3  | 4  | 5  | 6  | 7  | 8 | 9 | 10 и више | Просек |
| ----------------- | --- | --- | -- | -- | -- | -- | -- | - | - | --------- | ------ |
| Број домаћинстава | 101 | 146 | 91 | 87 | 72 | 59 | 25 | 8 | 4 | 3         | 3,41   |

| Пол    | Укупно | Неожењен/Неудата | Ожењен/Удата | Удовац/Удовица | Разведен/Разведена | Непознато |
| ------ | ------ | ---------------- | ------------ | -------------- | ------------------ | --------- |
| Мушки  | 866    | 215              | 566          | 67             | 15                 | 3         |
| Женски | 861    | 105              | 557          | 183            | 12                 | 4         |
| УКУПНО | 1.727  | 320              | 1.123        | 250            | 27                 | 7         |

| Пол    | Укупно                    | Пољопривреда, лов и шумарство | Рибарство                            | Вађење руде и камена | Прерађивачка индустрија       |
| ------ | ------------------------- | ----------------------------- | ------------------------------------ | -------------------- | ----------------------------- |
| Мушки  | 494                       | 125                           | 0                                    | 0                    | 79                            |
| Женски | 238                       | 141                           | 0                                    | 0                    | 19                            |
| УКУПНО | 732                       | 266                           | 0                                    | 0                    | 98                            |
| Пол    | Производња и снабдевање   | Грађевинарство                | Трговина                             | Хотели и ресторани   | Саобраћај, складиштење и везе |
| Мушки  | 4                         | 15                            | 12                                   | 2                    | 210                           |
| Женски | 0                         | 1                             | 10                                   | 1                    | 28                            |
| УКУПНО | 4                         | 16                            | 22                                   | 3                    | 238                           |
| Пол    | Финансијско посредовање   | Некретнине                    | Државна управа и одбрана             | Образовање           | Здравствени и социјални рад   |
| Мушки  | 0                         | 3                             | 22                                   | 7                    | 11                            |
| Женски | 0                         | 3                             | 0                                    | 9                    | 25                            |
| УКУПНО | 0                         | 6                             | 22                                   | 16                   | 36                            |
| Пол    | Остале услужне активности | Приватна домаћинства          | Екстериторијалне организације и тела | Непознато            | Непознато                     |
| Мушки  | 3                         | 0                             | 0                                    | 1                    | 1                             |
| Женски | 0                         | 0                             | 0                                    | 1                    | 1                             |
| УКУПНО | 3                         | 0                             | 0                                    | 2                    | 2                             |

## Спорт
- ФК Будућност Ратари, фудбалски клуб основан 1948. године.

## Коришћена Литература
- Подаци су узети из: „Насеља“ књ.13 (др. Б. М. Дробњаковић: Смедеревско подунавље и Јасенице) из „насеља“ књ.22. Архивска грађа за насеља у Србији) и из „Летописа“ села Ратара, Бр.3345.
- Извор Монографија Подунавске области 1812-1927, објављено (1927 г.)„Напредак Панчево,,
- „Летопис“: Подунавска места и обичаји Марина (Беч 1999 г.). Летопис период 1812 – 2009 г. Саставио од Писаних трагова, Летописа, по предању места у Јужној Србији, места и обичаји настанак села ко су били Досељеници чиме се бавили мештани
- Напомена

У уводном делу аутор је дао кратак историјски преглед овог подручја од праисторијских времена до стварање државе Краљевине Срба, Хрвата и Словенаца. Највећи прилог у овом делу чине ,»Летописи« и трудио се да не пропусти ниједну важну чињеницу у прошлости описиваних места.